# Белоненко Марія Володимирівна
Марія Володимирівна Белоненко (рос. Мария Владимировна Белоненко; нар. 19 березня 1986, Москва, РРСФР, СРСР) — російська акторка театру та кіно. 

## Життєпис
Марія Белоненко народилася 19 березня 1986 року в місті Москва. Її батьки не були акторами. Закінчила музичну школу по класу фортепіано. 11 років професійно займалася танцями. Закінчила Московський коледж за спеціальністю «економіст-юрист», навчалася у Фінансової Академії при уряді РФ. 
У 2008 році Марії Белоненко вступили у Щепкинське училище. Навчалася на курсі народного артиста СРСР Віктора Коршунова. 
Після закінчення театрального училища у 2012 році була прийнята в трупу Центрального академічного театру Російської армії (ЦАТРА). 
Кінодебют Марії Белоненко відбувся у 2011 році, під час навчання у театральному училищі, в гостросюжетній мелодрамі «Угода» режисера Андрія Силкіна.

## Ролі у театрі
Студентські роботи
- Керол Катрір — «Орфей спускається в пекло»;
- Констанція — «Кумедний випадок»;
- Маша — «Чайка».

Малий театр
- Ариша — «Трудовий хліб».

Театр Армії
- Катя — «Солов'їна ніч»;
- Зізі — «Давним-давно»;
- Тетянка/Люба — «Вічно живі»;
- Ольга — «Однокласники»;
- Женя — «Саня, Ваня, з ними Рімас»;
- Придворна дама — «Гамлет»;
- Сестра милосердя — «Севастопольський марш»;
- Мері — «Викрадення принцеси фей»;
- Княжна Мстиславська — «Цар Федір Іоаннович»;
- Дівчина — «Та, яку не чекають»;
- Естель — «Ма-Муре».

## Ролі у кіно
- 2016 — «Вижити після-3» — Катерина Федякова
- 2016 — «Майя» — Майя Шолохова, головна роль
- 2015 — «Вижити після-2» — Катерина Федякова
- 2014 — «Постріл» — Маша Сєніна
- 2012 — «НС (Надзвичайна ситуація)» — Настя, дівчина Макса
- 2011 — «Якби я була цариця ...» — Соня Істоміна, головна роль
- 2011 — «Угода» — Таня Уланова, головна роль